# HD 15082
HD 15082(WASP-33)는 안드로메다 자리 북쪽의 별자리 지점에 위치하고 있으며 지구로부터 약 399광년 떨어진 곳에 위치한 별이다. 이 별은 델타 스쿠티 변수와 행성전달 변수다. WASP-33B 또는 HD 15082B라는 이름의 초고온목성인 외계행성은 1.22일의 궤도 주기로 이 별 주위를 돈다. 행성을 호스트하는 것으로 알려진 최초의 델타 스쿠티 변수다.

## 특징
HD 15082는 Am별이어서 별의 분류를 구별하기 어렵다. 수소선과 항성의 유효 온도는 스펙트럼 타입 A8과 비슷하지만 칼슘 II K 라인은 A5 별과 비슷하고 금속 라인은 F4 별과 더 비슷하다. 따라서 스펙트럼 타입은 kA5HA8mF4로 표기된다. 적외선의 변수는 대개 많은 펄스 모드를 나타내며 HD 15082도 예외는 아니며 8개의 측정된 고주파 사진이 있다. 또 다른 제안된 비방사성 모드는 행성과의 조석 상호작용에 의해 유도될 수 있으며 이 별도 또한 감마도라두스 변수로 만들 것이다. 이 별은 GCVS 가변 항성 명칭 V807 안드로메다이를 가지고 있다. 2010년에 슈퍼WASP 프로젝트는 이 별 주위를 돌고 있는 WASP-33b로 지정된 외계 행성의 발견을 발표했다. 이 발견은 행성이 항성 앞을 통과할 때 행성의 이동을 탐지함으로써 이루어졌는데, 이 사건은 1.22일마다 일어난다. 태양보다 온도가 더 밝고 온도가 높은 A형 주계열성이며 이로 인하여 이 항성을 매우 가까운 거리에서 공전하는 WASP-33B는 온도가 매우 높은 초고온목성이 되었다.

## 같이 보기
- 천문학
- A형 주계열성
- 주계열성
- 항성